# Lachshai

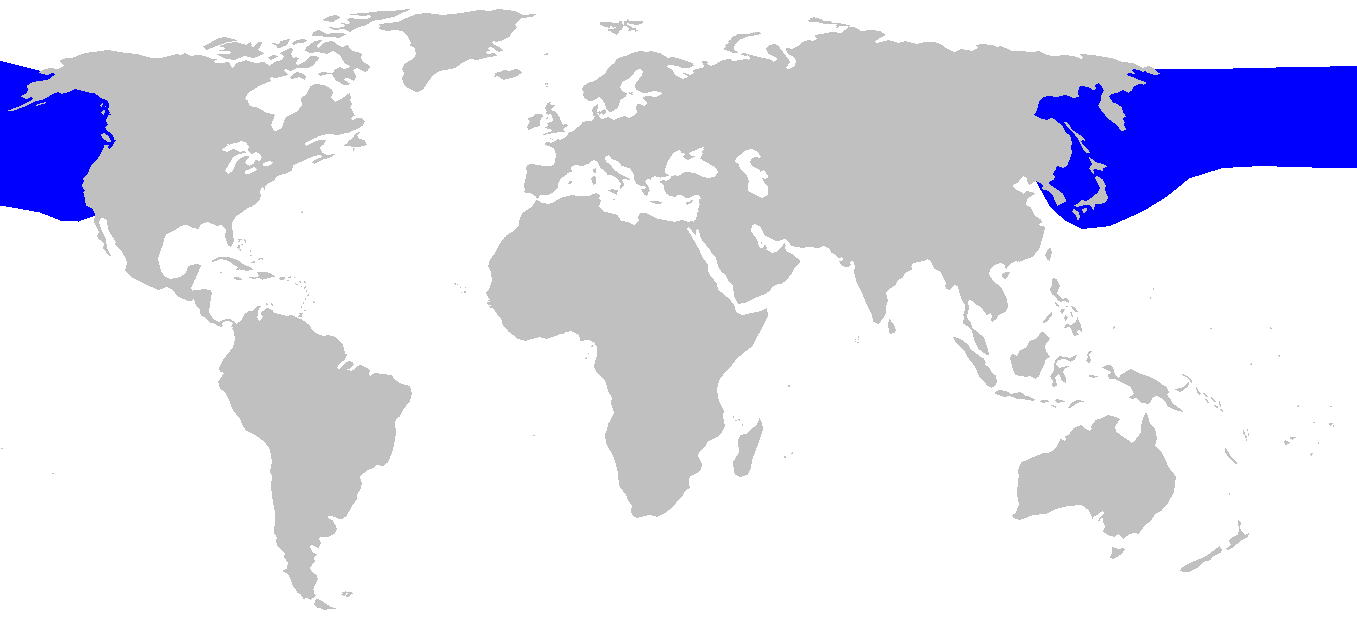
Verbreitungsgebiet des Lachshais

Der Lachshai (Lamna ditropis) ist eine Art der Makrelenhaie (Lamnidae) und bildet gemeinsam mit dem Heringshai (L. nasus) die Gattung der Heringshaie (Lamna). Die Art ist in kalten bis gemäßigten Gewässern des nördlichen Pazifiks verbreitet.

## Aussehen und Merkmale
Der Lachshai erreicht eine durchschnittliche Körperlänge von über zwei Metern und kann maximal über drei Meter lang werden. Er hat eine grau bis grau-schwarze Körperfarbe und eine weiße Bauchregion mit dunklerer Fleckung, während die Unterseite der Schnauze bei den ausgewachsenen Tieren dunkel gefärbt ist. An der Basis der Brustflossen befindet sich ein deutlicher weißer Fleck und die erste Rückenflosse endet in einer schwarzen Spitze.
Die Schnauze ist kurz und konisch ausgebildet und das Maul von unten betrachtet breit parabolisch ohne Labialfalten. Die Augen sind groß und befinden sich relativ weit oben am Kopf, die fünf Kiemenspalten sind lang und liegen vor dem Ansatz der Brustflossen.
Er besitzt eine Afterflosse und zwei Rückenflossen. Dabei ist die erste Rückenflosse deutlich größer als die zweite und beginnt oberhalb der Brustflossen. Die Analflosse ist etwa gleich groß wie die sehr kleine zweite Rückenflosse. Der Schwanzstiel besitzt beidseitig auffällige Schwanzkiele.

## Verbreitung
Der Lachshai ist in kalten bis gemäßigten Gewässern des nördlichen Pazifiks verbreitet, wobei die männlichen Tiere vor allem im östlichen Bereich und die weiblichen im westlichen anzutreffen sind.
Sein Lebensraum befindet sich im Bereich der Küsten und des Kontinentalschelfs in Wassertiefen bis 225 Metern Tiefe.

## Lebensweise
Der Lachshai lebt in kleinen Gruppen, die nach Alter und Geschlecht getrennt sind. Er ernährt sich räuberisch vor allem von verschiedenen Schwarmfischen wie Lachsen, Makrelen und Heringen, denen er bei ihren Wanderungen folgt.
Die Haie sind lebendgebärend und bilden keine Plazenta aus (aplazental vivipar). Die Weibchen bekommen in einem Wurf zwischen zwei und fünf Jungtiere mit einer Länge von etwa 40 bis 50 cm. Mit etwa zwei Jahren und einer Körperlänge von etwa 180 cm sind die Männchen, und mit 220 cm die Weibchen geschlechtsreif.

## Bedeutung für den Menschen
Der Lachshai wird generell als harmlos eingestuft, im Regelfall meidet er Begegnungen mit Schwimmern und Tauchern.
Sowohl vor der Küste Alaskas wie auch in Asien wird er relativ häufig gefangen und gegessen, eine Abschätzung der Gesamtfangzahlen vor allem als Beifang oder des Einflusses auf die Population existiert nicht. In der Roten Liste der IUCN wird er aufgrund der ungenauen Datenlage als „data deficient“ geführt. 2007/2008 gab die IUCN bekannt, dass der Lachshai auf der Basis einer Untersuchung der IUCN SSC Shark Specialist Group (SSG) zu pelagischen Hai- und Rochenarten auf dem Status „least concern“ eingestuft wird, eine Gefährdung liegt entsprechend nach Ansicht der IUCN nicht vor.

## Belege
1. ↑  Lamna ditropis in der Roten Liste gefährdeter Arten der IUCN 2013. Eingestellt von: Goldman, K., Kohin, S., Cailliet, G.M. & Musick, J.A., 2009. Abgerufen am 8. Juli 2013.